# Движение за Пятую республику
Движение за Пятую республику (исп. Movimiento V [Quinta] República, MVR) — левая социалистическая партия Венесуэлы, созданная на базе Революционного боливарианского движения-200 в июле 1997 года, чтобы поддержать кандидатуру Уго Чавеса на президентских выборах 1998 года. Своё название получило по идее Чавеса о необходимости создать новую, Пятую республику, чтобы заменить прогнивший режим так называемой Четвёртой республики.
После избрания своего лидера президентом Движение за Пятую республику становится правящей партией и остаётся ею до 20 октября 2007 года, после образования Единой социалистической партии Венесуэлы, созданной в результате слияния вокруг MVR ряда левых партий, поддерживавших Чавеса.
С момента своего создания Движение за Пятую республику позиционировалась как партия Боливарианской революции и политический голос бедных страны.

## Пятая республика
Венесуэльская историография признаёт «четыре» республики, под которыми понимает период существования страны между серьёзными изменениями режима. Считается, что Первая республика, известная также как «Венесуэльская конфедерация», была основана в 1811 году и просуществовала до 1812 года. История Второй республики начинается с восстановления в 1813 году республиканского режима Симоном Боливаром после его Восхитительной кампании; она также просуществовала недолго, до 1814 года. Третьей республикой называют период с 1816 года, когда различные партизанские группы сторонников независимости от Испании объединились под руководством Боливара в Льянос и образовали независимое правительство, по 1819 год, когда Конгресс в Ангостуре провозгласил создание Великой Колумбии, частью которой стала Венесуэла. В 1830 году Великая Колумбия распалась и была восстановлена независимость Венесуэлы, положив начало Четвёртой республике. В 1864 году Республика Венесуэла была преобразована в федерацию Соединённые Штаты Венесуэлы, вернувшись к прежнему названию в 1953 году. Хотя оба эти периоды начинались с внедрения новых конституций, четвёртой и двадцать четвёртой по счёту соответственно, венесуэльская историография признаёт их как продолжение Четвёртой республики.
После своего избрания на пост президент Чавес инициировал конституционную реформу, завершившуюся принятием новой конституции на референдуме в декабре 1999 года. С тех пор страна известна как «Боливарианская Республика Венесуэла», тем самым воплотив желание Чавеса начать новую эру в политике и управлении.

## История

### Создание
Предшественником Движения за Пятую республику было Революционное боливарианское движение-200, ультралевое военно-революционное движение, основанное Уго Чавесом в 1982 году с целью содействовать победе идей Боливарианской революции в Венесуэле и во всей Латинской Америке. В 1992 году члены движения во главе с Чавесом попытались осуществить военный переворот для свержения тогдашнего президента Карлоса Андреса Переса, завершившийся неудачей.
Первые годы после своего освобождения в 1994 году Чавес выступал против участия в выборах, считая, что их результаты заранее предопределены, а само голосование служит лишь для легитимизации установленного порядка. Это привело к расколу в рядах возглавляемого им движения, в результате которого Чавеса покинул его давний соратник Франсиско Ариас Карденас. Некоторое время лидер РБД-200 рассматривал возможность ещё одной попытки государственного переворота. Позднее некоторые советники Чавеса, в частности, Луис Микилена, убедили его пересмотреть своё скептическое отношение к выборам, утверждая, что Чавес может выиграть настолько убедительно, что истеблишмент будет вынужден признать его победу.
Уго Чавес сформировал команду психологов и социологов из числа преподавателей вузов и студентов, чтобы провести масштабное социологическое исследование. При их поддержке, рядовые члены Боливарианского движения опросили десятки тысяч людей по всей стране. Результаты показали, что 70 % опрошенных готовы поддержать кандидатуру Чавеса на пост президента, при этом 57 % сказали, что будут голосовать за него. На позицию Чавеса в отношении выборов повлияла и победа Ариаса Карденаса как кандидата партии «Радикальная причина» на выборах губернатора штата Сулия в декабре 1995 года. Несмотря на это, многие сторонники Чавеса были по прежнему против участия в выборах, что привело к длительной, в течение года, внутрипартийной дискуссии. Наконец, в апреле 1997 года, Национальный конгресс РБД-200 решил выдвинуть кандидатуру Чавеса на пост президента. В результате, часть членов движения покинули его в знак протеста. В июле 1997 года Национальный избирательный совет зарегистрировал партию Движение за пятую республику (от прежнего названия пришлось отказаться, так как венесуэльское законодательство не разрешает партиям использовать имя Симона Боливара). Решение Чавеса баллотироваться на пост главы государства не вызвало большого интереса у международных СМИ, которые не считали Чавеса сильным кандидатом, так как опросы показывали невысокий, всего 8 %, уровень его поддержки.

### Кампания 1998 года
В 1990-х годах Венесуэла оказалась в затяжном экономическом кризисе, во многом вызванном снижением цен на нефть и железную руду, главные экспортные товары страны и сопровождавшимся девальвацией национальной валюты. К 1998 году ВВП на душу населения снизился до уровня 1963 года, составив всего треть от пикового уровня 1978 года; покупательная способность средней заработной платы также составила треть от уровня 1978 года. Ситуация была усугублена политическим кризисом, вызванным как экономическим спадом и снижением уровня жизни, так и многочисленными коррупционными скандалами, которые привели к кризису доверия к традиционным партиям.
Кампания 1998 года по выборам президента Венесуэлы показал, что электорат не доверяет партиям, предпочитая независимых кандидатов, считая их не связанными с истеблишментом. Опросы декабря 1997 года показывали, что самыми популярными кандидатами на пост президента являются независимые кандидаты Ирэн Саес и Клаудио Фермин. За Саэс, «Мисс Вселенная 1981», а на тот момент успешного мэра самого богатого района Каракаса – Чакао, были готовы отдать свои голоса почти 70 % опрошенных, а Клаудио Фермина, участника выборов 1993 года как кандидата Демократического действия, были готовы поддержать 35 % опрошенных. Однако, уже в апрелю 1998 года за Фермина собирались голосовать всего 6 %, а рейтинг Саес, несмотря на многомиллионные затраты на рекламу, к лету 1998 года упал до 15 %.
Одновременно с падением популярности Саес и Фермина рос рейтинг Чавеса. Если в сентябре 1997 года за Чавеса были готовы проголосовать всего 5 % опрошенных, то в конце февраля 1998 года — более 10 %, в мае — 30 %, а августе уже 39 %. Рейтинг его главного соперника, Энрике Саласа Рёмера, губернатора штата Карабобо, в августе 1998 года составлял 21 %.
Чавес обещал избирателям, что ликвидирует старую политическую систему и обеспечит участие во власти независимым и новым партиям, покончит с коррупцией и искоренит бедность в Венесуэле. В ходе избирательной кампании он активно использовал присущие ему харизму и ораторские способности, пытаясь обилием разговорных и грубых слов завоевать доверие и благосклонность электората, в первую очередь рабочего класса и бедноты. Всё это позволило Чавесу выиграть президентские выборы с существенным перевесом, победив в 17 штатах из 23.
На парламентских выборах, проходивших одновременно с президентскими, Движение за Пятую республику также выступило успешно, завоевав 35 мест в Палате депутатов из 207 и 8 мест в Сенате из 54, став в результате второй по количеству парламентских мандатов партией страны после Демократического действия.

### Кампании 1999 года
Придя к власти, Чавес инициировал реформу конституции. Для этого в апреле 1999 года был проведён референдум о созыве Конституционной ассамблеи, подавляющее большинство участников которого согласились с предложением Чавеса. Летом состоялись выборы в Конституционную ассамблею. Для участия в них сторонники президента — Движение за Пятую Республику, Движение к социализму, «Всё для Отечества», Коммунистическая партия Венесуэлы, Народное избирательное движение и некоторые мелкие партии — объединились в коалицию «Патриотический полюс» (англ. Polo Patriótico), завоевав в итоге 121 место из 128. В декабре того же 1999 года прошёл ещё один референдум, более 70 % участников которого проголосовали за утверждение проекта конституции, разработанного Конституционной ассамблеей.

### Кампания 2000 года
Летом 2000 года состоялись досрочные всеобщие выборы, назначенные из-за принятия новой конституции. В один день избирателям пришлось избирать президента страны, депутатов нового, теперь уже однопалатного парламента, а также региональные и местные власти. На президентских выборах Чавес набрал почти 60 % голосов, на выборах в парламент Движение за Пятую республику смогло завоевать 92 из 165, кроме того, кандидаты правящей партии при поддержке своих союзников по коалиции «Патриотический полюс» выиграли выборы губернаторов в 14 штатах из 23.

### Кампании 2000-х годов
В августе 2004 года прошёл референдум об отзыве президента Уго Чавеса, инициированный оппозицией. Казалось, у противников власти есть хорошие шансы на победу. В 2003 и в начале 2004 года рейтинги Чавеса были низкими, но как только началась кампания, опросы стали показывать рост популярности действующего президента. Уже в июне перевес сторонников Чавеса над противниками по разным опросам составлял от 5 до 12 %, а разница в пользу противников отзыва колебалась от 8 до 31 %. В итоге 58 % (при явке около 70 %) проголосовали против досрочного прекращения полномочий Уго Чавеса.
В октябре 2004 состоялись очередные региональные выборы. За Движение за Пятую республику по всей стране проголосовали 37,32 % избирателей, что обеспечило партии победу на выборах губернаторов в 19 штатах из 22 и на выборах мэров в 194 муниципалитетах из 332.
4 декабря 2005 года прошли очередные парламентские выборы в Венесуэле. 29 ноября пять ведущих оппозиционных партий отказались участвовать в выборах, обвинив власти в готовящейся фальсификации итогов народного голосования. В результате явка на выборы оказалась лишь чуть выше 25 %, что было беспрецедентным результатом за всю историю парламентских выборов в Венесуэле. Как и ожидалось, партия Уго Чавеса Движение за Пятую республику завоевала в Национальной ассамблее почти 70 % всех мест, а все оставшиеся места были выиграны союзными партиями. Кроме того, список Движения за Пятую республику получил 89 % голосов на выборах в Латиноамериканский и Андский парламенты. Полученное на выборах большинство в две трети в парламенте давало возможность Движению за Пятую Республику изменить конституцию без поддержки других политических партий.
3 декабря 2006 года состоялись очередные выборы президента Венесуэлы. Чавес с самого начала избирательной кампании пользовался высокой популярностью в стране, лидируя в большинстве опросов общественного мнения в течение всей кампании. В итоге он смог уверенно выиграть выборы, добившись самого высокого показателя и крупнейшей разницы голосов в истории Венесуэлы начиная с выборов 1958 года. Для Движения за Пятую республику эта была третья подряд победа на президентских выборах.

### Роспуск партии
18 декабря 2006 года Уго Чавес объявил о планах распустить партию, надеясь, что 23 другие партии, поддерживавшие его правительство, последуют этому примеру и вместе образуют Единую социалистическую партию Венесуэлы.

## Выборы
За 10 лет существования MVR приняла участие в 13 национальных и региональных кампаниях, выиграв их все, за исключением выборов в Конгресс 1998 года:
- Президентские выборы 1998, 2000 и 2006 годов;
- Парламентские выборы 1998, 2000 и 2005 годов;
- Выборы в Конституционную ассамблею Венесуэлы в 1999 году;
- Региональные выборы 1998, 2000 и 2004 годов;
- Референдумы апреля 1999, декабря 1999 и 2004 годов.

| Президентские выборы |
| -------------------- |
|                      |

| Парламентские выборы |
| -------------------- |
|                      |